# E-Plus

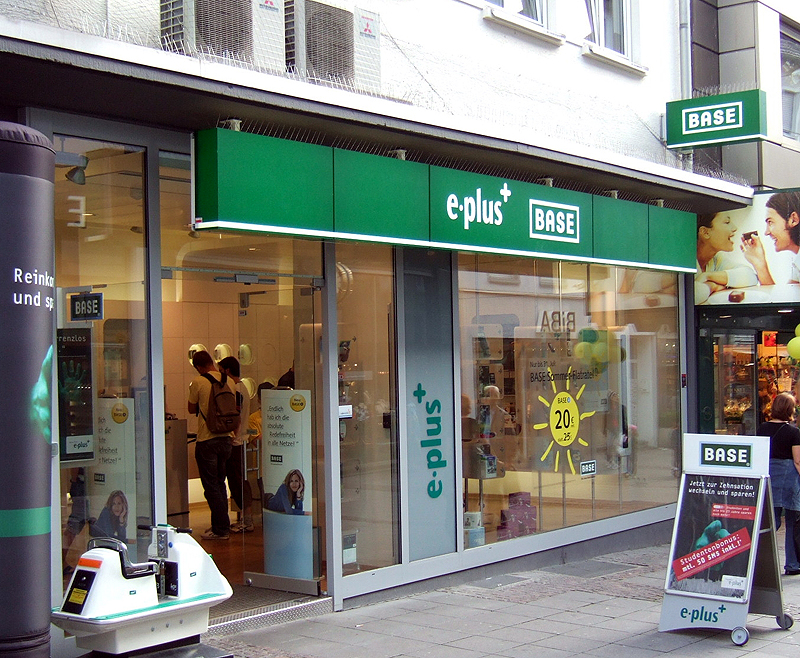
一家E-Plus & BASE商店。

E-Plus是德国的一家手机通讯公司，拥有超过2500万的用户。 E-Plus是德国第三大的手机运营商，仅次于Telekom (3800万用户)和沃达丰 (3200万用户)。自从2002年，E-Plus归荷兰电信运营商KPN所有。2013年7月，Telefónica Germany公布了一项并购计划，该交易由KPN的股东在2013年10月批准。但是到2013年12月，由于欧盟委员会关注到合并会减少德国手机市场的竞争，合并并未完成。7月，欧盟委员会有条件地批准了Telefónica对E-plus的收购。最终预计在2014年8月底得到批准。

## 运营
2014年2月，该公司用最新技术扩展了北卡罗来纳州首府罗利市的第三管理中心。

## 竞争者
- Telekom (D1)
- 沃达丰(D2)
- 德国O2("E2")